# John Proby (1. hrabia Carysfort)
John Proby, 1. hrabia Carysfort (ur. 12 sierpnia 1751, zm. 7 kwietnia 1828 w Londynie) -  brytyjski polityk i dyplomata. 

## Życiorys
Jego ojcem był John Proby, 1. baron Carysfort, a matką Elizabeth Allen. John junior kształcił się w Westminster School i w Trinity College na Uniwersytecie Cambridge. W roku 1779 został członkiem Royal Society. W 1784 otrzymał order Świętego Patryka. Od 1790 roku zasiadał w parlamencie (z okręgu East Looe).
W latach 1800–1802 poseł brytyjski w Berlinie. Od 27 listopada 1802 zasiadał w Izbie Lordów. Zrezygnował z czynnej polityki w 1819 roku.